# 아제나 표적기

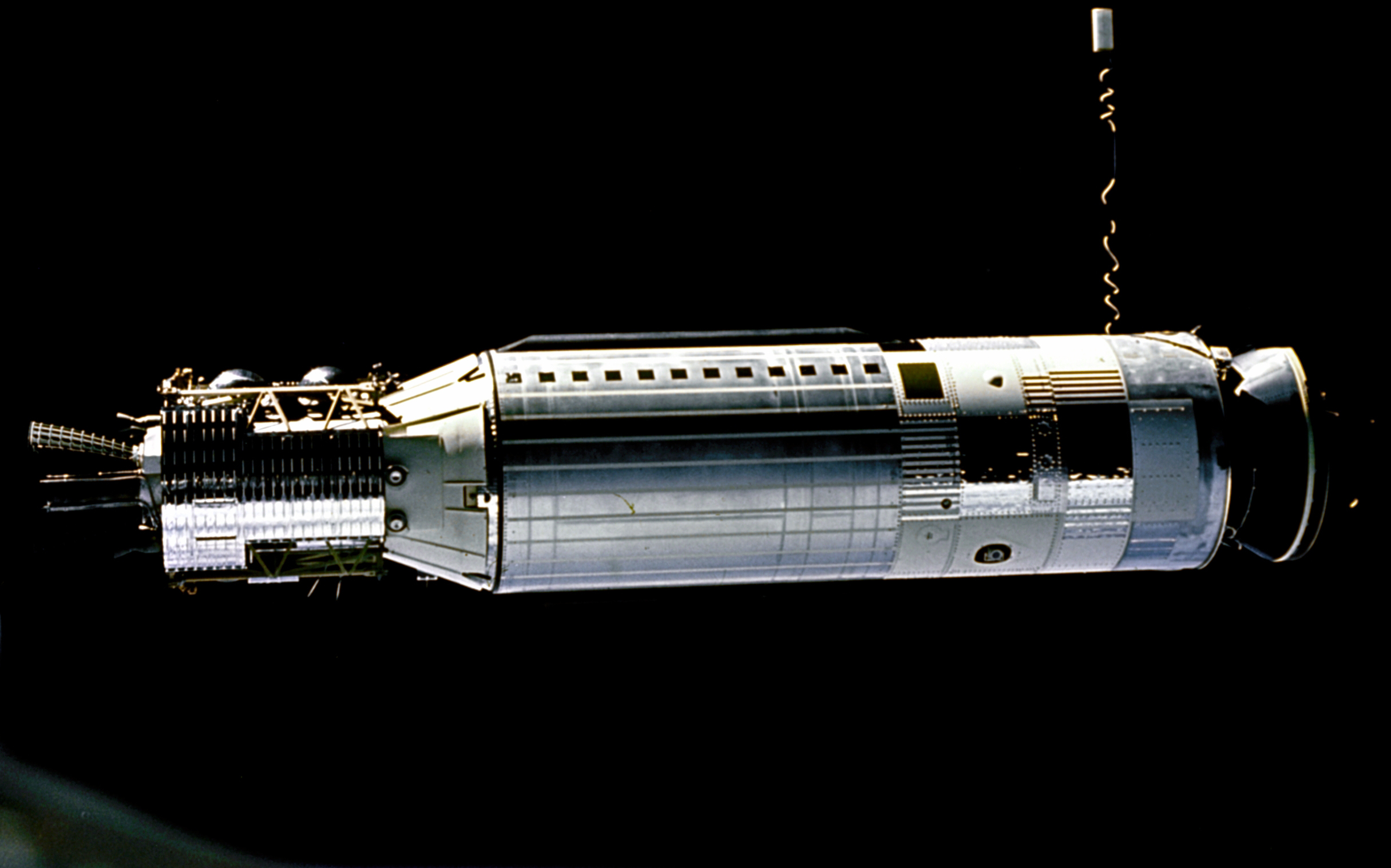

아제나 표적기(Agena target vehicle)는 제미니 계획에서 우주 랑데부기술을 발전시키고 실험하는데 사용한 무인 우주선이다.
| 표적기 이름    | 계획명      | 발사                          | 귀환                          | NSSDC ID  | 질량       | 비고 |
| -------------- | ----------- | ----------------------------- | ----------------------------- | --------- | ---------- | --- |
| GATV-5002      | 제미니 6호  | 1965년 10월 25일 15:00:04 UTC | 1965년 10월 25일 15:06:20 UTC | GEM6T     | 7190파운드 | 발사중 폭발했다. 제미니 6호는 제미니 6A호로 계획이 변경되어 제미니 7호와 랑데부했다.                                       |
| GATV-5003      | 제미니 8호  | 1966년 3월 16일 15:00:03 UTC  | 1967년 11월 25일              | 1966-019A | 7000파운드 | 첫 번째 도킹에 성공했지만 제미니 8호의 엔진 이상으로 자세 제어에 실패했다. 표적기는 제미니 10호의 2차 표적으로도 사용했다. |
| GATV-5004      | 제미니 9호  | 1965년 5월 17일 15:12:00 UTC  | 1965년 5월 17일 15:19:00 UTC  | GEM9TA    | 7170파운드 | 궤도 진입에 실패했다. |
| ATDA No. 02186 | 제미니 9A호 | 1966년 6월 1일 15:00:02 UTC   | 1966년 6월 11일               | 1966-046A | 1750파운드 | 아제나 로켓 없이 진행되었다. 랑데부에 성공했지만 도킹에는 실패했다.                                                        |
| GATV-5005      | 제미니 10호 | 1966년 6월 18일 20:39:46 UTC  | 1966년 12월 19일              | 1966-065A | 7000파운드 | 제미니 10호를 원지점이 412해리 (763 km) 고도에 이르도록 가속시켰다.                                                        |
| GATV-5006      | 제미니 11호 | 1966년 9월 12일 13:05:01 UTC  | 1966년 12월 30일              | 1966-080A | 7000파운드 | 제미니 10호를 원지점이 739.2해리 (1369 km) 고도에 이르도록 가속시켰다. 미소중력에서 인공중력에 대해 실험하였다.            |
| GATV-5001A     | 제미니 12호 | 1966년 11월 11일 19:07:58 UTC | 1966년 12월 23일              | 1966-103A | 7000파운드 | |